# Kelly Murphy (wielrenster)
Kelly Murphy (Birmingham, 3 november 1989) is een Iers wielrenster die in haar carrière zowel op de baan als de weg reed.

## Carrière
Murphy begon op relatief late leeftijd op professioneel niveau deel te nemen aan wedstrijden. Ze heeft gestudeerd aan de Universiteit van Birmingham waar ze een doctoraat behaalde in de neurowetenschappen. Op 25-jarige leeftijd stapte ze voor het eerst op een professionele wielerfiets. Enkele jaren later, in 2017, won ze zilver bij haar eerste deelname aan het Ierse kampioenschap tijdrijden, achter Eileen Burns. Deze prestatie behaalde ze in 2020 nogmaals, ditmaal achter Eve McCrystal. In de jaren 2018, 2019, 2022 en 2023 won Murphy goud op dit kampioenschap. Ze nam door de jaren heen tevens meerdere malen deel aan de EK en WK tijdrijden, haar beste klassering is een tiende plaats in 2019 op de EK.
Ze startte in 2018 op de baan, hier was ze vooral sterk op de achtervolgingsonderdelen. In 2021 won ze brons op de EK bij de ploegenachtervolging, die ze samen reed met Mia Griffin, Emile Kay en Alice Sharpe. Ook in de jaren daarna behaalde ze meerdere top tien plaatsen op dit onderdeel, zowel op de EK als op de WK. In 2024 nam ze deel aan de Olympische Zomerspelen waar ze de ploegenachtervolging reed. Deze race reed ze samen met Lara Gillespie, Griffin en Sharpe. De Ierse ploeg eindigde op een negende plek.

## Palmares

### Baan
| Jaar      | IK                         | EK                                        | WK                                        | Overige                                                                           |
| Als elite | Als elite                  | Als elite                                 | Als elite                                 | Als elite                                                                         |
| --------- | -------------------------- | ----------------------------------------- | ----------------------------------------- | --------------------------------------------------------------------------------- |
| 2019      |                            | 4e achtervolging 9e ploegenachtervolging  | 10e ploegenachtervolging                  |                                                                                   |
| 2020      | achtervolging              | 8e ploegenachtervolging 15e achtervolging |                                           |                                                                                   |
| 2021      | achtervolging · 4e scratch | ploegenachtervolging · 6e achtervolging   | 5e ploegenachtervolging 6e achtervolging  | NC Sint-Petersburg: · achtervolging · ploegenachtervolging                        |
| 2022      |                            | 6e achtervolging 6e ploegenachtervolging  | 7e achtervolging 9e ploegenachtervolging  |                                                                                   |
| 2023      |                            | 5e ploegenachtervolging 7e achtervolging  | 9e ploegenachtervolging 11e achtervolging |                                                                                   |
| 2024      |                            | 4e ploegenachtervolging 6e achtervolging  |                                           | Olympische Spelen · 9e ploegenachtervolging · NC Hongkong: · ploegenachtervolging |

### Weg
2017
 Iers kampioenschap tijdrijden, elite
2018
 Iers kampioen tijdrijden, elite
2019
 Iers kampioen tijdrijden, elite
2020
 Iers kampioenschap tijdrijden, elite
2022
 Iers kampioen tijdrijden, elite
2023
 Iers kampioen tijdrijden, elite
2025
 Iers kampioen tijdrijden, elite

## Ploegen
- 2021 –  Team Rupelcleaning
- 2023 –  AWOL O'Shea
- 2024 –  Doltcini O'Shea